# Julia Frändfors
Julia Frändfors, född den 19 januari 1988, är en svensk poddare och programledare.
Hon skapade tillsammans med Julia Lyskova podden Daddy Issues år 2019. Frändfors har arbetat på bland annat Perfect day media, Nexico och Nöjesguiden. 2020 deltog hon i SVT-programmet "Mötet" och diskuterade influerares roll i diskussionen om psykisk ohälsa med influeraren Nicole Falciani.
Frändfors, tillsammans Julia Lyskova, har också programlett den återkommande webb-TV-serien ”Julia och Julia” hos Aftonbladet kultur. Under en säsong bevakades det amerikanska valet 2020 ("Julia och Julia och USA") och en säsong behandlade klimathotet ("Julia och Julia och klimatet"). År 2022 startade hon sexpodden 203 sätt att göra honom vild i sängen tillsammans med Fredrik Söderholm. 2023 startade de ytterligare en gemensam podd, kallad Rullar vi?
Julia har tillsammans med poddkollegan Julia Lyskova medverkat i avsnitt 428. Daddy Issues av Tack För Kaffet Podcast